# بارچوو
بارچوو (به لاتین: Barczewo) یک شهر در لهستان است که در گمینا بارچوو واقع شده‌است. بارچوو ۴٫۵۸ کیلومتر مربع مساحت و ۷٬۳۷۶ نفر جمعیت دارد.